# أبو صويرة
قرية أبو صويرة هي إحدى القرى التابعة لمركز رأس سدر في محافظة جنوب سيناء في جمهورية مصر العربية. حسب إحصاءات سنة 2018، بلغ إجمالي السكان في أبو صويرة 6,078 نسمة، منهم 3,130 رجل و 2,948 إمرأة.